# 朗德龙德
朗德龙德（法語：Landeronde，法語發音：[lɑ̃dʁɔ̃d]）是法国卢瓦尔河地区大区旺代省的一个市镇，属于莱萨布勒多洛讷区。

## 地理
朗德龙德（46°39'29"N, 1°34'17"W）面积17.96 平方千米，位于法国卢瓦尔河地区大区旺代省，该省份为法国西部沿海省份，北起大西洋卢瓦尔省和曼恩-卢瓦尔省，西临大西洋，南至滨海夏朗德省，东部及东南部与德塞夫勒省接壤。
与朗德龙德接壤的市镇（或旧市镇、城区）包括：博略苏拉罗什、欧比尼-莱克卢佐、圣弗莱沃德卢、圣乔治德潘坦杜、沃南索、莱克卢佐。

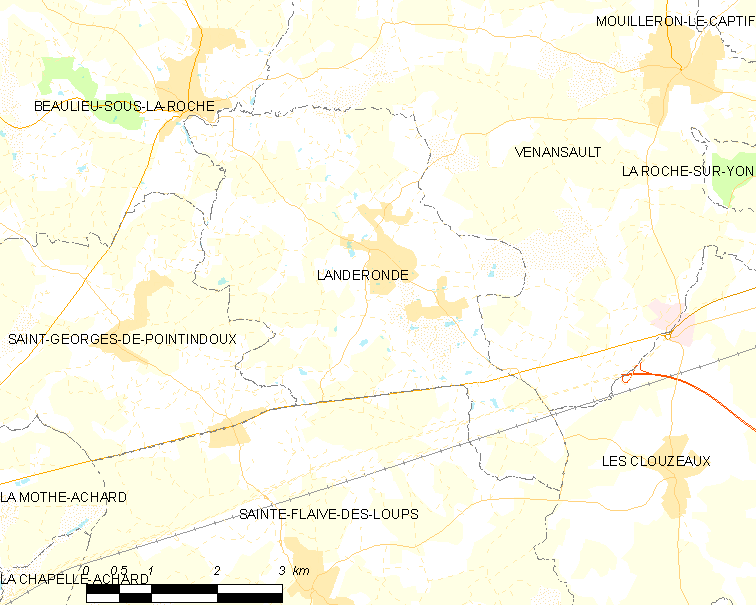
朗德龙德的OSM定位图

朗德龙德的时区为UTC+01:00、UTC+02:00（夏令时）。

## 行政
朗德龙德的邮政编码为85150，INSEE市镇编码为85118。

## 政治
朗德龙德所属的省级选区为永河畔拉罗什第一县。

## 人口

1962-2008年间朗德龙德人口变化图示

朗德龙德于2022年1月1日时的人口数量为2285人。